# 桂文太
桂 文太（かつら ぶんた）は落語家の名前。
- 桂文太 - 後∶5代目桂文治
- 桂文太 - この後にも数人いる模様
- 桂文太 - 後∶10代目翁家さん馬
- 桂文太 - 後∶7代目桂才賀
- 桂文太 - 現在活動している上方落語の落語家

桂 文太（かつら ぶんた、1952年7月10日 - ）は、日本の落語家。本名∶片山 雅男。出囃子は『三下がりさわぎ』。上方落語協会会員、吉本興業所属。京都府京都市出身。

## 来歴・人物
小学校入学まで住んでいた上京区の生家は大衆劇場に隣接しており、芸事の世界に接して育つ。京都市立紫野高等学校時代に初めての落語を学校の文化祭で演じ、そこで客席が沸いたことで落語家への意識が芽生えた。高校卒業後の1971年3月3日に3代目桂小文枝に入門。
上方落語に留まらず、江戸落語や芝居噺をアレンジした「贋作」など、珍しい噺も手がける。大阪市阿倍野区で定期的に行われている田辺寄席には1974年の第1回より出演し、毎回「開口0（ゼロ）番（文太の前ばなし）」と1席（現在は仲入り前後に出演）を務めている。
50歳のころから網膜色素変性症の病気で失明。約4年間のリハビリを経て高座に復帰した。失明以後は盲導犬（中村美律子の基金により育成された）とともに行動している。
2015年6月11日になんばグランド花月（NGK）で自身初の独演会を開いた。以後、6月はNGKでの独演会が恒例となっている。

## 芸風
持ちネタの数が豊富で東西を問わず詳しく、兄弟子や他の落語家からの問い合わせがある。そのほかにも三味線・太鼓・笛などの鳴り物の技術も評価が高い。
上記の通りネタが豊富なため早い時期から桂派（文枝系）の由緒ある名跡「桂文都」の襲名が噂されていた。師匠の5代目文枝も薦めていたようだが本人は固辞している。
失明以前より視力が悪かったため、高座の上がり降りの際のみ眼鏡をかけることがあった。
1999年9月から2003年9月にかけて、演目の頭文字を五十音順に落語を演じる「桂文太のあいうえおコレクション」を開催。続いて2003年10月から2004年12月にかけて、アルファベット順での落語会「Amazing Bunta Club（アメイジング文太くらぶ）」を開催。

## 出演
- 上方落語をきく会（ABCラジオ、直近の出演は2015年昼の部）
- ペットの王国 ワンだランド（2015年3月22日、ABCテレビ制作・テレビ朝日系）

以下、NGKでの独演会の宣伝目的でゲスト出演。
- ありがとう浜村淳です（2015年5月8日・2016年6月2日・2017年5月8日、MBSラジオ）
- ドッキリ!ハッキリ!三代澤康司です（2015年5月26日・2017年4月24日、ABCラジオ）
- 日曜落語 〜なみはや亭〜（2017年4月30日、ABCラジオ）

## 受賞歴
- 1987年 「第1回NHK新人演芸コンクール」落語部門上半期最優秀賞